# Oesophagicola laticaudae
Oesophagicola laticaudae är en plattmaskart. Oesophagicola laticaudae ingår i släktet Oesophagicola och familjen Oesophagicolidae. Inga underarter finns listade i Catalogue of Life.